# Бартолин Ла Кур, Янус Андреас
Янус Андреас Бартолин Ла Кур (дат. Janus Andreas Bartholin la Cour ; 5 сентября 1837, близ Рингкёбинга, Центральная Ютландия — 13 октября 1909, близ Орхуса) — датский художник-пейзажист, профессор живописи.
Последователь Кристоффера Эккерсберга, основоположника Золотого века датского искусства в области живописи.

## Биография
Сын землевладельца. С 1853 г. брал частные уроки живописи у Фредерика Кьерскоу, потом у Вильгельма Марстранда. С 1857 по 1864 год учился в Датской королевской академии изящных искусств
Получив гранты Академии, совершил нескольких поездок во Францию и Италию в 1865—1867 годах и снова в Швейцарию и Италию, где писал пейзажи у озера Неми и Тиволи. В Дании создал сцены из восточной Ютландии.
В 1871 году получил медаль Торвальдсена. В следующем году стал членом Академии художеств, в 1883 году — также членом Шведской академии художеств. В 1888 году был назначен профессором, в 1892 году стал кавалером Ордена Данеброг.
Художник никогда не изображал людей на своих пейзажных картинах. Ла Кур был верен стилю живописи Золотого века и не воспринял новые художественные течения того времени. Ла Кур известен как «художник тишины».
Картины художника представлены во всех главных датских музеях, таких как Государственный музей искусств, музеях Арос, Собрание Хиршпрунга и др.

## Избранные пейзажи Януса Андреаса Бартолин Ла Кура

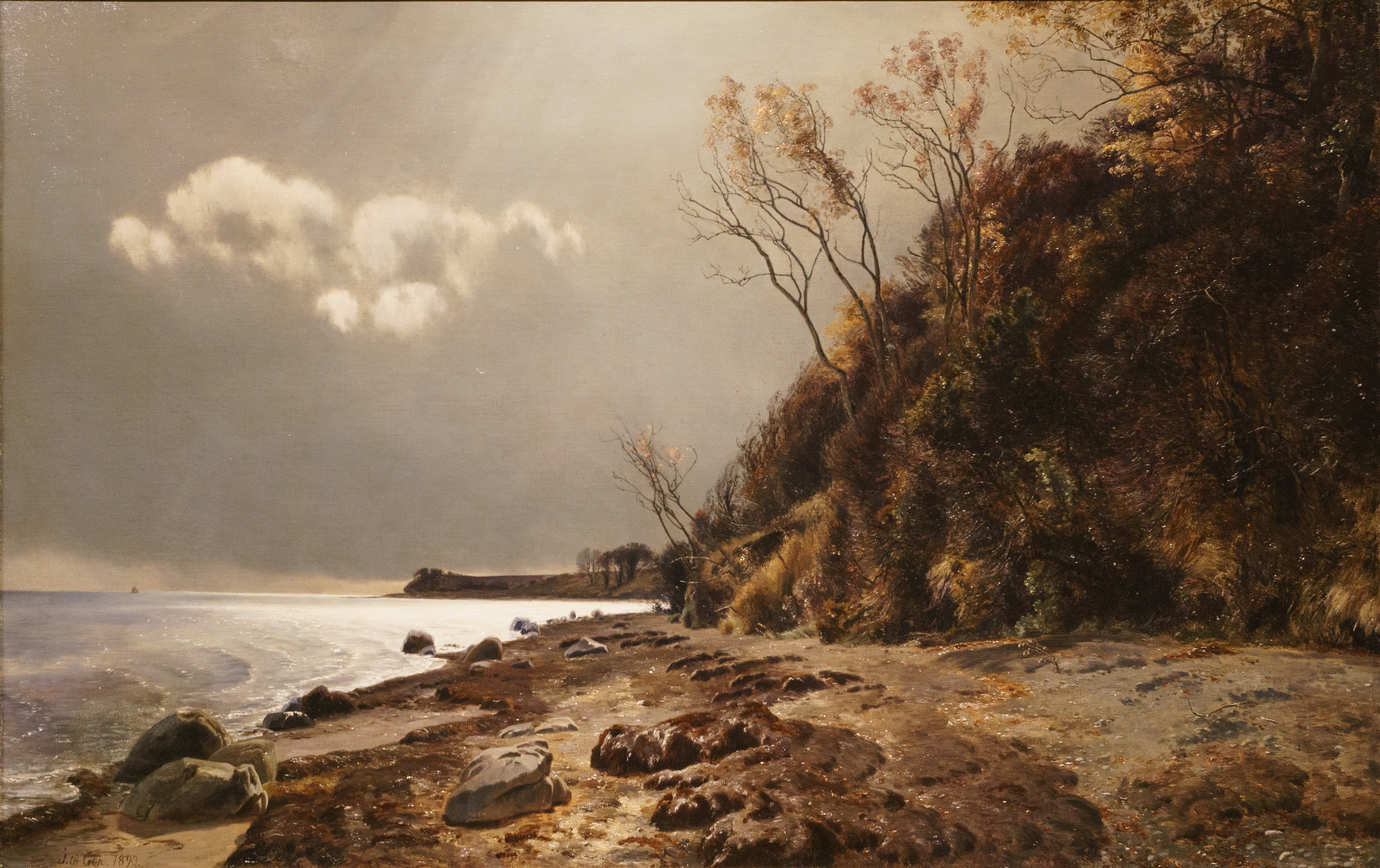
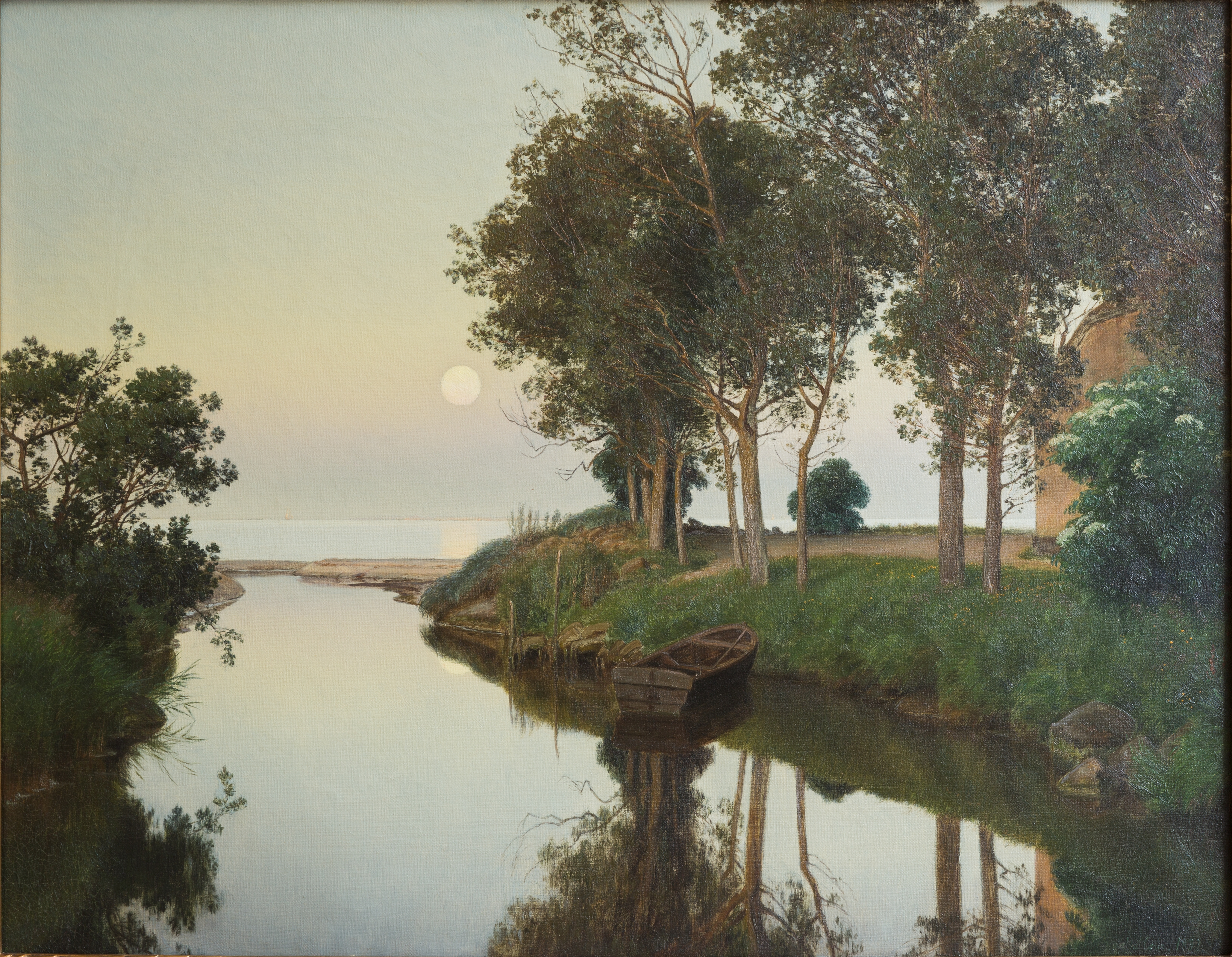
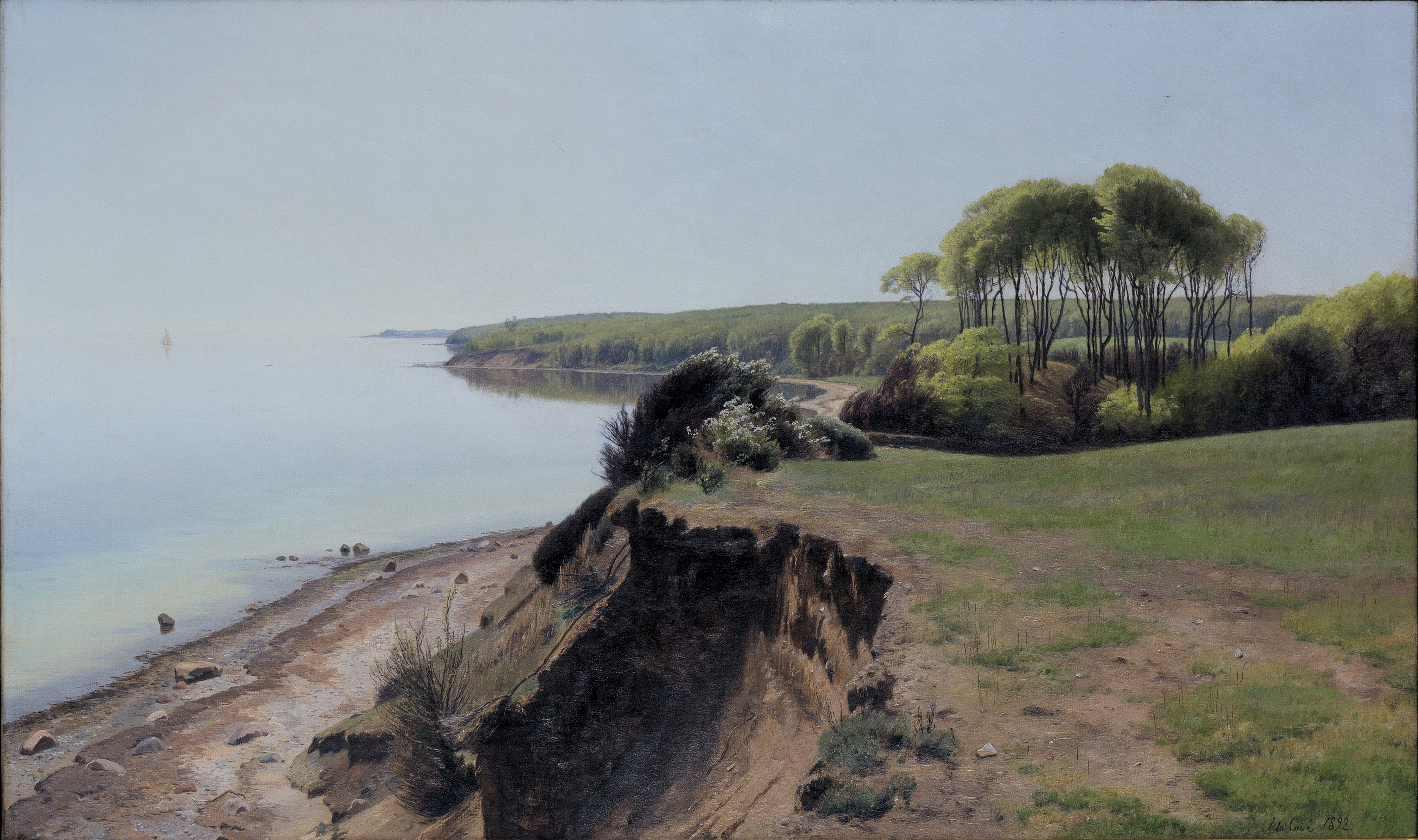
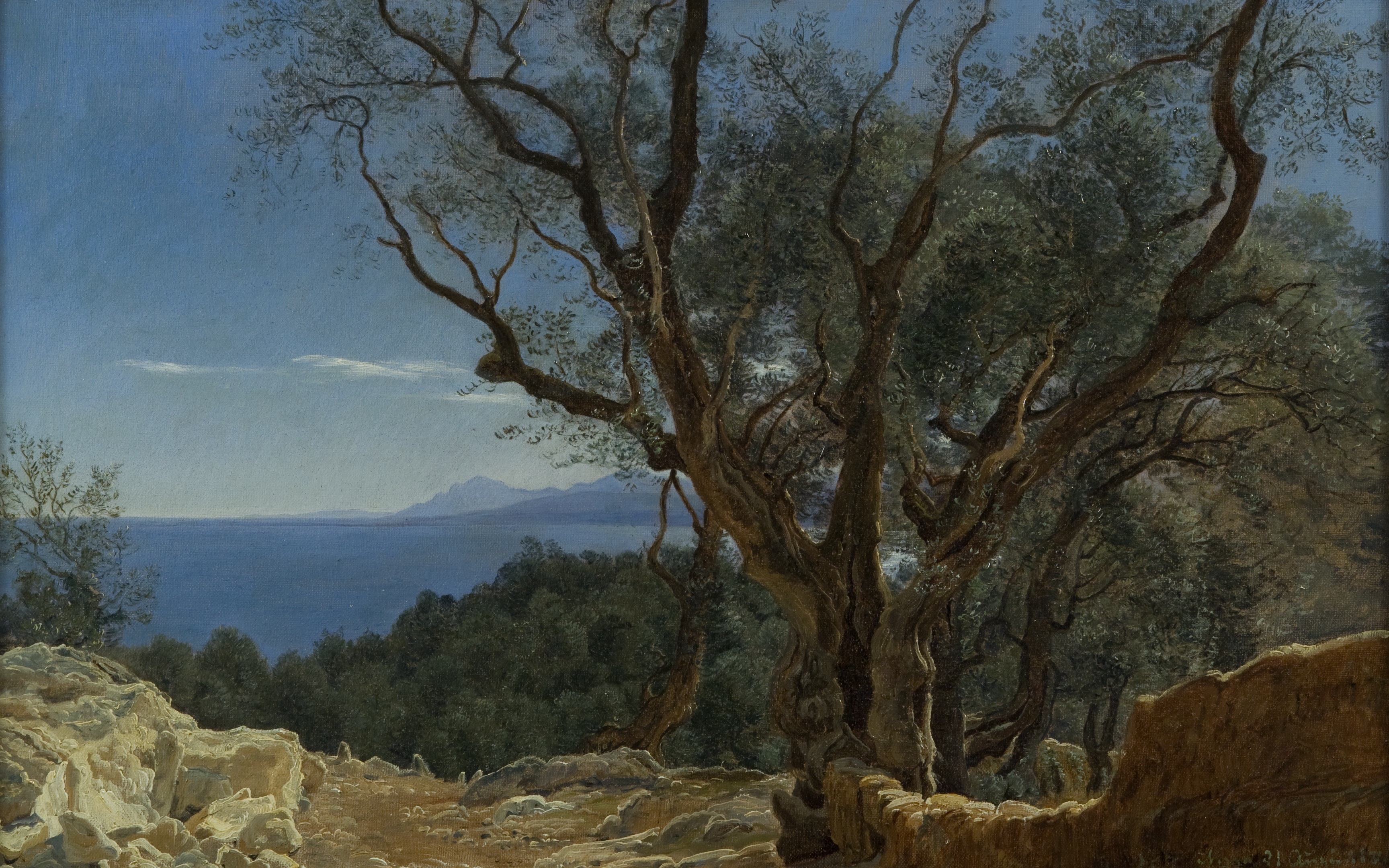
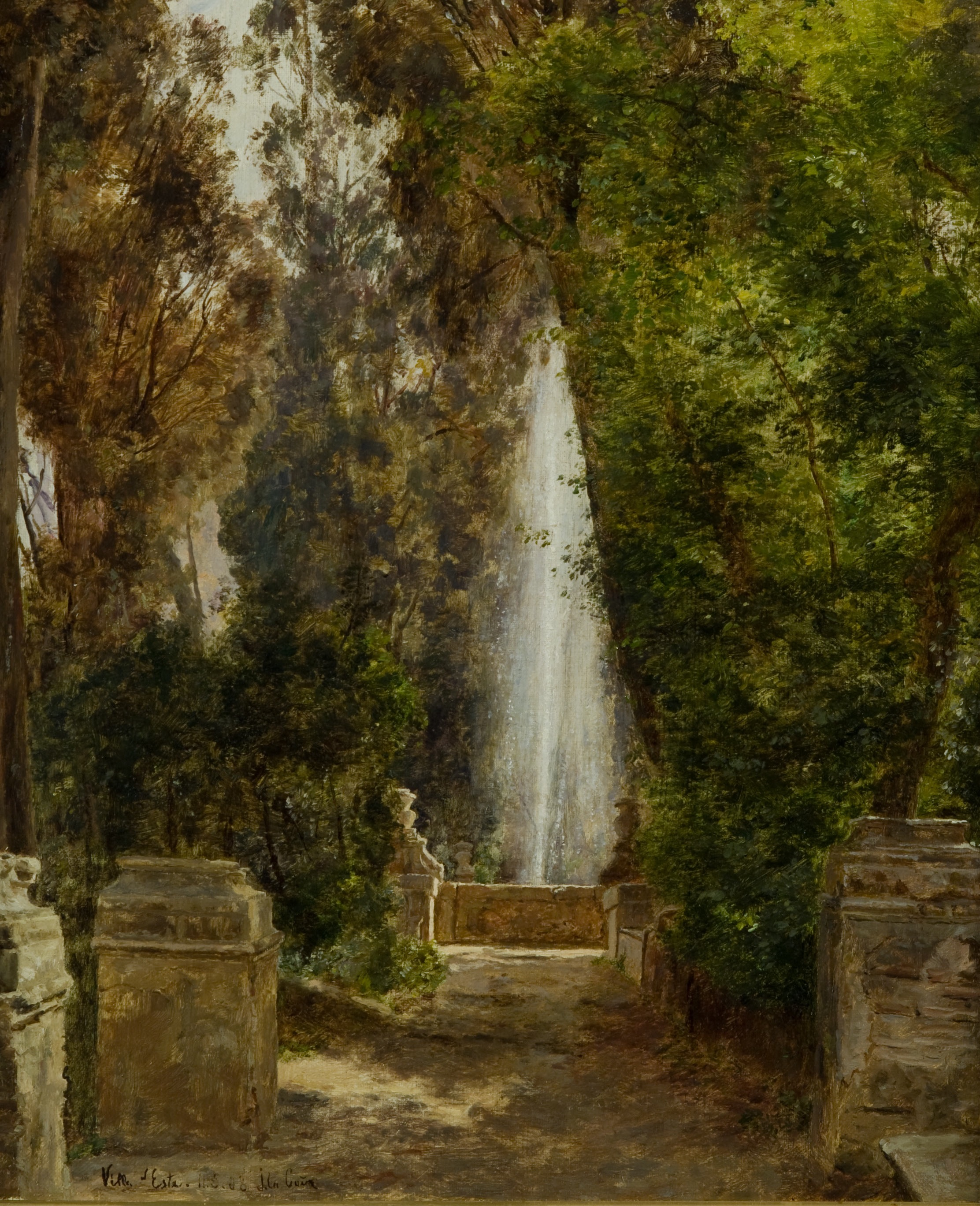
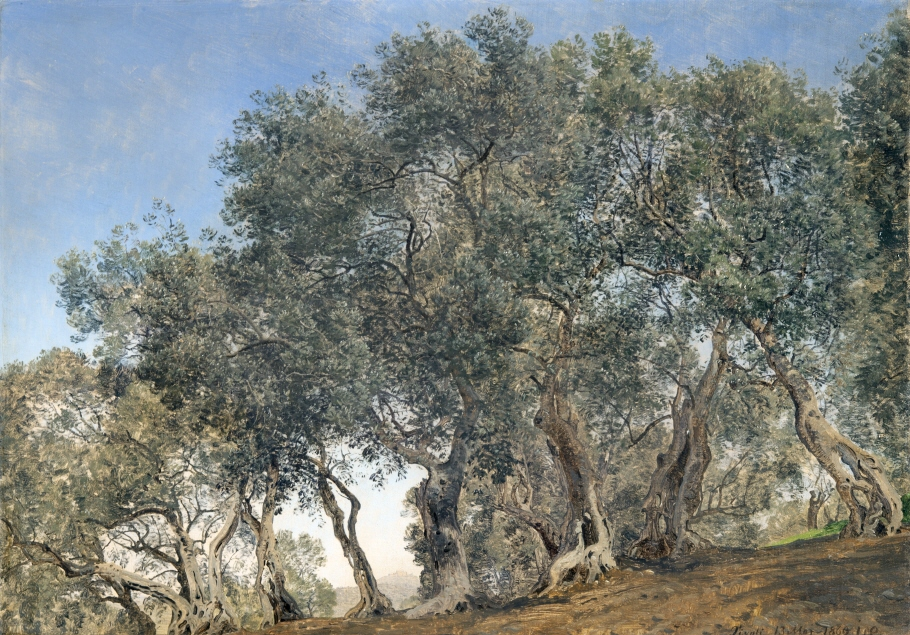

## Память
- Его имя носит улица в Орхусе.